# يفغيني كولسنيكوف
يفغيني كولسنيكوف (بالروسية: Колесников, Евгений Сергеевич) مواليد 26 ديسمبر 1985 في طراز، الاتحاد السوفيتي، هو لاعب كرة سلة روسي. بدأ مسيرته الاحترافية في سنة 2002. يلعب مع نادي أفتودور ساراتوف لكرة السلة في دوري اتحاد في تي بي.

## المسيرة الاحترافية
لعب مع نادي سسكا موسكو لكرة السلة في الدوري الروسي من سنة 2002 إلى 2004، ثم لعب مع في إي إف ريغا من سنة 2007 إلى 2009، ثم لعب مع نادي كراسني كريليا لكرة السلة من سنة 2011 إلى 2013، ثم لعب مع نادي يونيكس قازان لكرة السلة في موسم 2013–2014، ثم لعب مع ينسي كراسنويارسك في الدوري الروسي في موسم 2014–2015، ثم لعب مع نادي أفتودور ساراتوف لكرة السلة في موسم 2015–2016.

## روابط خارجية
- يفغيني كولسنيكوف على موقع الاتحاد الدولي لكرة السلة (الإنجليزية)
- يفغيني كولسنيكوف على موقع الدوري الأوروبي لكرة السلة (الإنجليزية)
- يفغيني كولسنيكوف على موقع الدوري الإسباني لكرة السلة (الإسبانية)
- يفغيني كولسنيكوف على موقع كرة السلة الأوروبية.كوم (الإنجليزية)
- يفغيني كولسنيكوف على موقع DraftExpress.com (الإنجليزية)
- يفغيني كولسنيكوف على موقع ريلجم (الإنجليزية)
- يفغيني كولسنيكوف على موقع بروبوليرز (الإنجليزية)
- يفغيني كولسنيكوف على موقع سبورتس رفرنس (الإنجليزية)